# Spilosmylus inclytus
Spilosmylus inclytus is een insect uit de familie watergaasvliegen (Osmylidae), die tot de orde netvleugeligen (Neuroptera) behoort. 
Spilosmylus inclytus is voor het eerst wetenschappelijk beschreven door Navás in 1917. De soort komt voor in Indochina.